# Jeremy Dutcher
Jeremy Dutcher est un chanteur de formation classique (ténor), compositeur, musicologue, interprète et activiste autochtone canadien.
Il connaît la notorité internationale grâce à son premier album, Wolastoqiyik Lintuwakonawa, lauréat du prix de musique Polaris 2018 et du prix Juno de l'album autochtone de l'année en 2019.
Son second album, Motewolonuwok, est également lauréat du Polaris en 2024. Dutcher devient ainsi le premier et seul artiste à ce jour ayant reçu le prix à deux reprises.

## Biographie et éducation
D'origine Wolastoqey (Malécite) de Neqotkuk (Première Nation Tobique) dans le nord-ouest du Nouveau-Brunswick, Dutcher est diplômé de l'Université Dalhousie en musique et en anthropologie. Après une formation classique de ténor d'opéra, il met à profit son répertoire professionnel afin d'inclure le style de chant traditionnel de sa communauté et valoriser la langue wolastoqey.

## Carrière musicale

### Wolastoqiyik Lintuwakonawa
Dutcher enregistre Wolastoqiyik Lintuwakonawa à la suite d'un projet de recherche sur les enregistrements d'archives de chansons malécites traditionnelles au Musée canadien de l'histoire. L'album, entièrement en langue wolastoqey, mêle les voix de personnes wolastoqey enregistrées sur des rouleaux de cire avec des arrangements orchestraux et de la musique électronique,.
Wolastoqiyik Lintuwakonawa, dont on souligne le caractère novateur, reçoit une réception critique favorable. L'album remporte le prix de musique Polaris 2018. Il est également lauréat du prix Juno 2019 de l'album de musique autochtone de l'année.

### Motewolonuwok
En 2023, Dutcher lance l'album Motewolonuwok sur le label Secret City Records. À l'instar du précédent, l'album contient plusieurs chansons interprétées en langue wolastoqey, mais contient également quelques chansons en anglais,. L'album est nommé pour le Juno pour l'album adulte alternatif de l'année en 2024 et lauréat du prix de musique Polaris 2024. Dutcher est le premier artiste de l'histoire de Polaris à remporter le prix à deux reprises. Il est nommé au gala de l’ADISQ 2024 dans la catégorie artiste autochtone de l’année.

## Apparitions télévisuelles
Dutcher est juge invité dans un épisode de la troisième saison de Canada's Drag Race en 2022.

## Vie privée
Après avoir vécu à Toronto, Dutcher est actuellement établi à Montréal, au Québec.
Dutcher est bispirituel.

## Récompenses
- Gala de l'ADISQ 2024 : Album de l'année – Bilingues / autres langues pour l'album Motewolonuwok.[17]